# Dansa på 1
Dansa på 1 är ett studioalbum från 1974 av det svenska dansbandet Säwes. Inspelningen gjordes i KMH studio i Stockholm, för skivbolaget Club Mariann AB.

## Låtlista

### Sida A
1. Hänger du med på mitt partaj
2. Då går man där och myser
3. En blomma är så vacker
4. Nina fina ballerina
5. Där jag lekte som barn
6. Don't Do it Alone

### Sida B
1. Lyckliga mig
2. Dansa på
3. Du gav bara löften
4. Någonting har hänt
5. Jag har rest runt hela världen
6. Kom i min famn